# الحسون (رواية)
الحسون هي رواية للكاتبة الأمريكية دونا تارت.

## القصة
الفتى النيويوركي ذو الثلاثة عشرة عاماً، ثيو ديكر، من حادث يُودي بحياة أمه. تؤوي ثيو أسرة ثرية من بارك آفينيو لأنه صديق ابنها ووالده كان قد هجر أسرته. يحيّره مسكنه الجديد الغريب، وتعذبه أشواقه إلى أمه، فيتعلق بالشيء الوحيد الذي يذكّره بها: لوحة صغيرة ذات سحر غامضٍ آسِرٍ صارت في حوزته. يكبر ثيو، ويعيش حياة ملأى بالمغامرات. يعيش اغتراباً واضطراباً وحباً، وتجذبه دائمًا قوة تلك اللوحة جذباً عنيفاً إلى دائرة ضيقة خطيرة.

## نبذة عن الكاتبة
دونا تارت كاتبة أمريكية تلقت اشادة من النقاد في أول روايتين لها، التاريخ السري والصديق الصغير، والتي ترجمت إلى ثلاثين لغة، ولدت في غرينوود بولاية مسيسيبي لكنها تربت على بعد 32 ميلاً في غرينادا، ميسيسيبي. في سن الخامسة، كتبت قصيدتها الأولى، ورأت لأول مرة منشوراً في مراجعة أدبية مسيسيبي في سن 13, انتقلت إلى كلية بنينجتون في عام 1982 ، حيث كانت صديقة لزملائها الطلاب بريت ايستون إليس، وجيل إيزنشتات، وجوناثان ليثيم. في بينينجتون درست الكلاسيكيات مع كلود فريدريكس. انها تقسم وقتها بين ولاية فرجينيا ومدينة نيويورك.

## وصلات خارجية
- آراء القراء حول رواية الحسون  على موقع جود ريدز